# کله‌گنجشکی

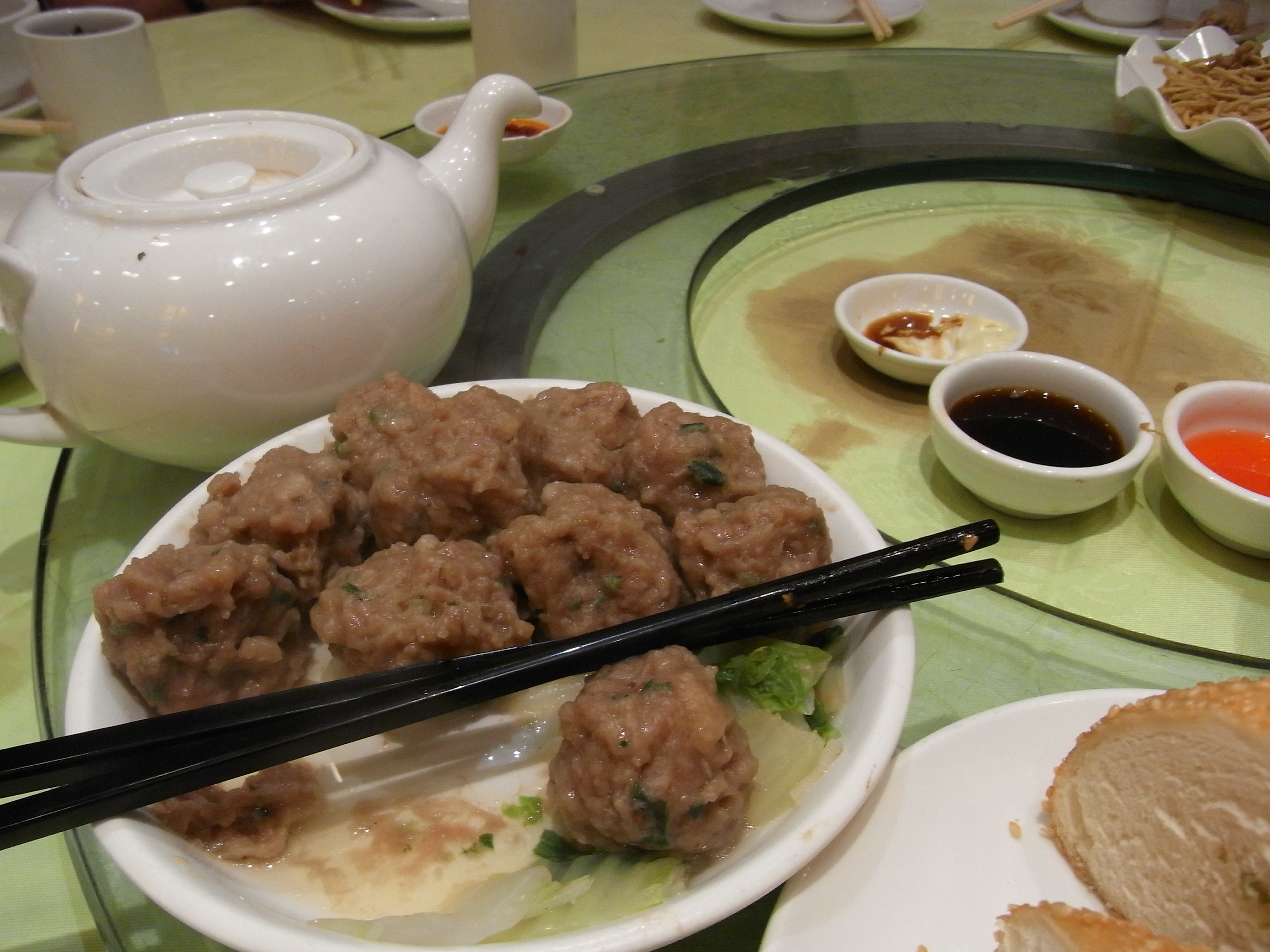
نوعی خوراک کله‌گنجشکی چینی

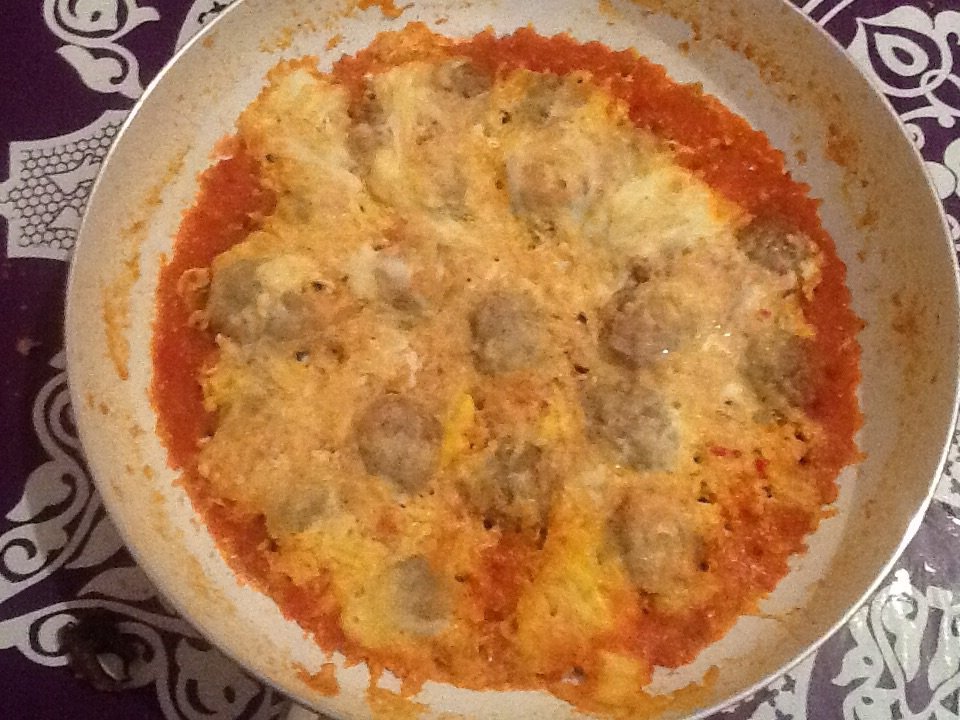
نوعی خوراک کله‌گنجشکی در مراکش

کله‌گنجشکی (که برخی آن را گوشت قلقلی می‌نامند) نوعی غذاست؛ که عبارت است از کوفته ریز به اندازه فندق تا گردو که از گوشت چرخ کرده و پیاز تهیه می‌شود. در غذاهای ایرانی کله‌گنجشکی‌ها را در روغن تفت می‌دهند و بعد در خورش می‌ریزند یا با پلو سرو می‌کنند. در برخی کشورها علاوه بر گوشت و پیاز، سبزیجات و تخم‌مرغ پخته شده را نیز به آن اضافه می‌کنند.